# Крепидот красивочешуйчатый
Крепидо́т (крепидо́тус)  красивочешу́йчатый  (лат. Crepidotus calolepis) — вид грибов рода крепидот (Crepidotus).

## Описание
Плодовое тело шляпочное, сидячее, ножка отсутствует, прикрепляется к субстрату краем или верхней поверхностью.
Шляпка диаметром 1,5—6 (10) см, от сильно выпуклой до распростёртой, полуокруглая или округлая, раковиновидная, почковидная, край слабо завёрнут. Поверхность желатинозная, белой, или кремовой окраски, покрыта точками коричневых или охристых чешуек.
Пластинки узкокоприросшие, частые, узкие, светло-охряно-коричневого цвета, край ровный, беловатый.
Мякоть кремовая или с оливковым оттенком,  толстая, не ломкая, без запаха, со сладковатым вкусом, при созревании гигрофанная.
Остатки покрывал отсутствуют.
Споровый порошок бурый. Споры неамилоидные, желтовато-буроватые, яйцевидные или широкоэллипсоидальные, размерами 7,5—10×5—7 мкм, тонкостенные, гладкие.
Хейлоцистиды бесцветные, цилиндрические, ампуловидные, головчатые или извилистые, могут быть септированы, 30—60×5—8 мкм.
Гифальная система мономитическая, гифы без пряжками, диаметром 4—5 (20) мкм. В кожице шляпки расположены радиально, имеются инкрустации зёрнами коричневого пигмента. Тип пилеипеллиса — кутис.
Трама пластинок субрегулярная.
Базидии четырёхспоровые, реже двухспоровые, булавовидные, с центральной перетяжкой, размером 25—33×6—8 мкм, в основании пряжка отсутствует.

## Экология
Сапротроф на остатках древесины лиственных, реже хвойных пород, вызывает белую гниль. Известен в умеренном климате Европы, Северной Америки, встречается на видах тополя (Populus), ивы (Salix), сосны (Pinus), ясеня (Fraxinus), боярышника (Crataegus).
Сезон: июль — сентябрь (данные для Ленинградской области).